# Jean Barthélemy Darmagnac
Jean Barthélemy Darmagnac, né à Toulouse, le 1er novembre 1766, mort à Bordeaux le 13 décembre 1855, est un général français de la Révolution et de l’Empire.

## Carrière

### Guerres de la Révolution française
Il entre au service dans le 1er bataillon de la Haute-Garonne le 13 septembre 1791. Capitaine dès le 8 décembre suivant, il passe à l'armée d'Italie. Chargé de défendre un poste dans le comté de Nice avec cent hommes, et attaqué par 3 000, il fait plus de prisonniers qu'il n'a de soldats. Cette action lui vaut le grade de chef de bataillon de la 21e demi-brigade le 25 janvier 1794. Il se distingue de manière semblable à Carpenello, près de Bassano, où tombant à l'improviste avec une poignée d'hommes au milieu de 600 Autrichiens, il ne leur laisse pas le temps de se reconnaître et exige leur reddition. Les Autrichiens déconcertés par cette assurance mettent bas les armes. À cette époque, la 21e demi-brigade devient le 32e régiment de ligne.
Nommé colonel de la 32e demi-brigade de deuxième formation, après la bataille des Pyramides, où il s'est battu comme un lion, il entre le soir au Caire avec 300 hommes, se place au centre de cette ville et s'y maintient jusqu'à l'arrivée de l'armée qui ne parut que le lendemain. À Saint-Jean-d'Acre, il emporte d'assaut la Tour carrée et est blessé dangereusement. À Lisbeth, près de Damiette, 4 000 Osmanlis occupent une redoute qu'on ne peut attaquer sans passer sous le canon de leur escadre. Le 2 novembre 1799, le colonel Darmagnac entreprend ce coup de main avec 600 hommes. Il place en réserve une partie de sa faible troupe et avec le reste court à la redoute. Un boulet renverse dix grenadiers, leurs camarades hésitent, « En-avant », s'écrie Darmagnac, « nous nous passerons des grenadiers ! ». Ses hommes repartent alors en avant et entrent dans la redoute, mais une vigoureuse résistance turque les en chasse. En repoussant les Français, les Osmanlis tombent dans l'embuscade. La réserve tire à bout portant et Darmagnac, fondant de nouveau sur ce gros d'ennemis, le taille en pièces à la vue de l'escadre ottomane qui n'ose pas tirer. Pour ce fait d'armes, Kléber lui fait envoyer un sabre d'honneur.
Après avoir participé à plusieurs autres actions, il est promu général de brigade le 27 avril 1801. De retour de France, il reçoit un second sabre d'honneur avec le commandement d'un département.

### Les guerres du Premier Empire
Il se distingue de nouveau à Austerlitz et est nommé gouverneur de la Carinthie. Il commande ensuite la garde de Paris en 1806 et 1807, avant d'être envoyé à l'armée d'Espagne où il débute par la prise de Pampelune le 17 février 1808. Il est grièvement blessé à la bataille de Medina de Rioseco en emportant un plateau fortement occupé, et n'en reste pas moins à cheval pendant l'action. Le 19 juillet 1808, il est nommé général de division.
Gouverneur de la Galice l'année suivante, puis de la Vieille-Castille, il se montre aussi bon administrateur que militaire. Il s'illustre encore aux batailles de Vitoria, d'Orthez et surtout de Toulouse.

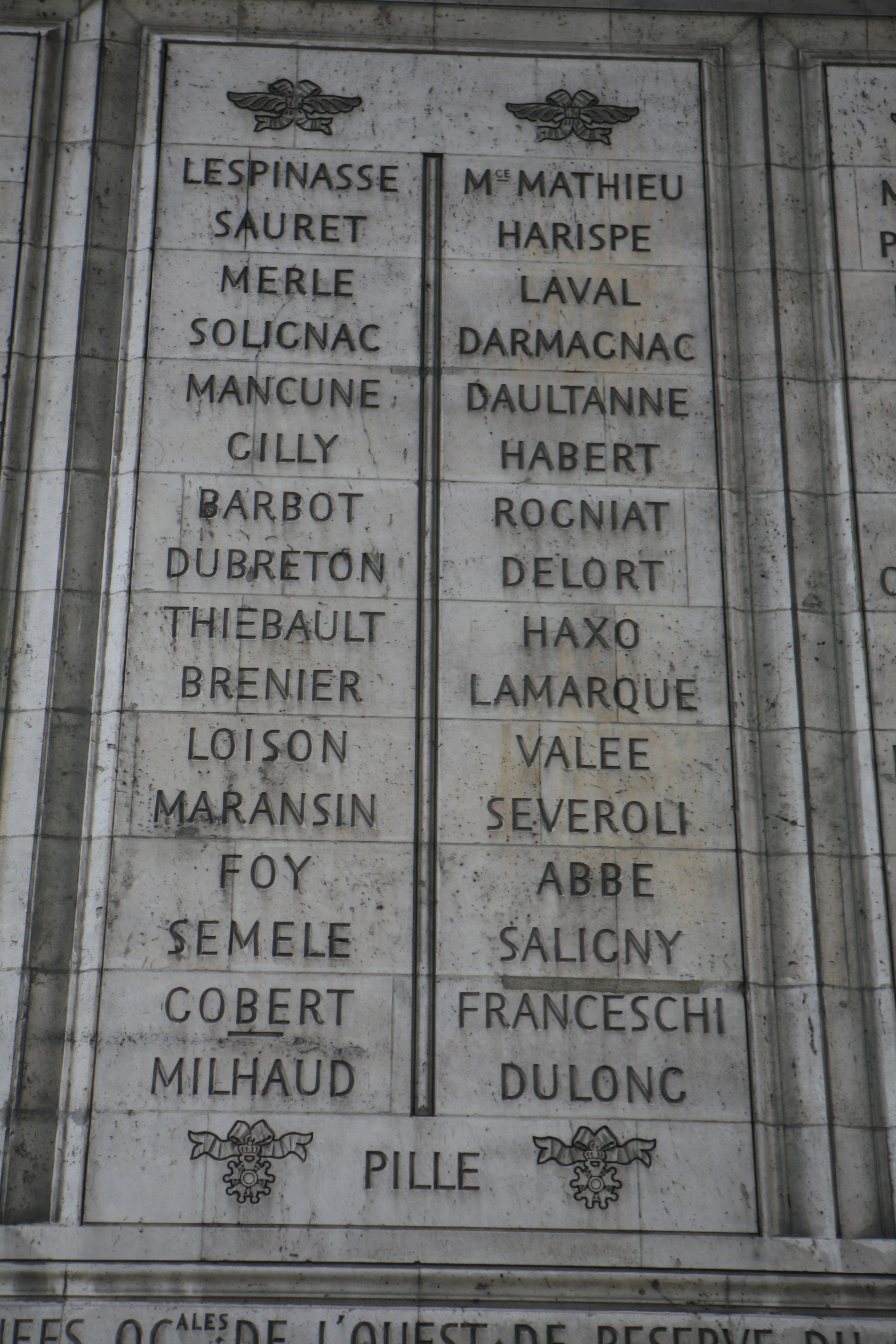
Noms gravés sous l'arc de triomphe de l'Étoile : pilier Ouest, 35e et.

### La Restauration
En 1814, le général Darmagnac, commandeur de la Légion d'honneur et chevalier de la Couronne de fer, est créé chevalier de Saint-Louis par les Bourbons.
Il commande la 11e, puis la 20e division militaire. Il passe à la 9e le 23 janvier 1821. Le 1er mai de cette année, le roi le fait commandeur de Saint-Louis et lui confère quelque temps après le titre de vicomte en échange de celui de baron que lui a accordé l'Empereur. En 1823, il est promu grand officier de la Légion d'honneur. Mis en disponibilité le 28 août 1830, il est admis au traitement de réforme en juillet 1831. Il meurt à Bordeaux près d'un quart de siècle plus tard et est enterré au cimetière de Daignac (Gironde).

## Armoiries
| Figure | Blasonnement |
|        | Armes du baron Darmagnac et de l'Empire Écartelé : au I, d'azur, à trois étoiles d'or ; au II, du quartier des Barons militaires de l'Empire ; au III, de gueules, à la pyramide d'argent, mouvant de la pointe, surmontée de deux sabres d'or, passés en sautoir ; au 4, d'azur, au palmier d'or, terrassé du même., |